# باشگاه فوتبال یو. اس. پرگولیتزه
باشگاه فوتبال یو.اس. پرگولیتزه (ایتالیایی: U.S. Pergolettese 1932) یک باشگاه فوتبال ایتالیایی است که در کرما پایه‌گذاری شده است.
این باشگاه در سال ۱۹۷۴ به یو.اس. پرگوکریما تغییر نام داد اما پس از ورشکستگی در سال ۲۰۱۲، دوباره با نام پرگولیتزه شروع به فعالیت کرد.